# Augustinusregel

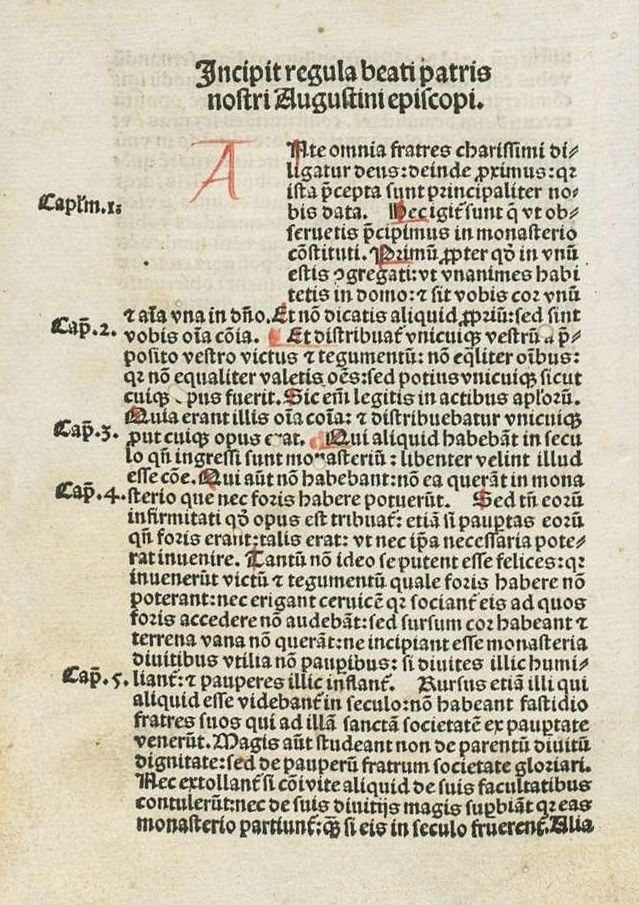
Anfang der Augustinusregel; Druck um 1504

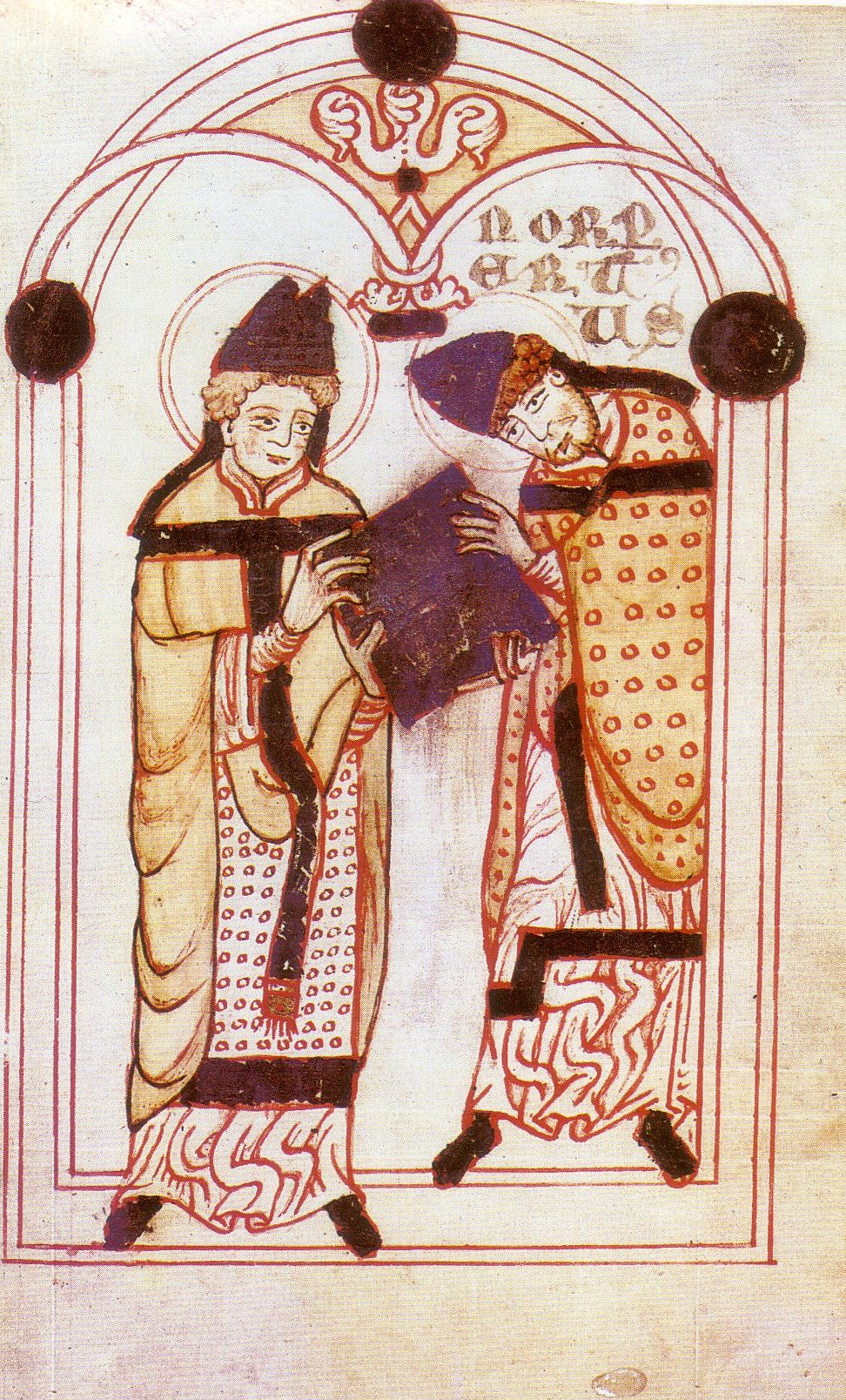
Augustinus überreicht Norbert von Xanten seine Regel, um 1140

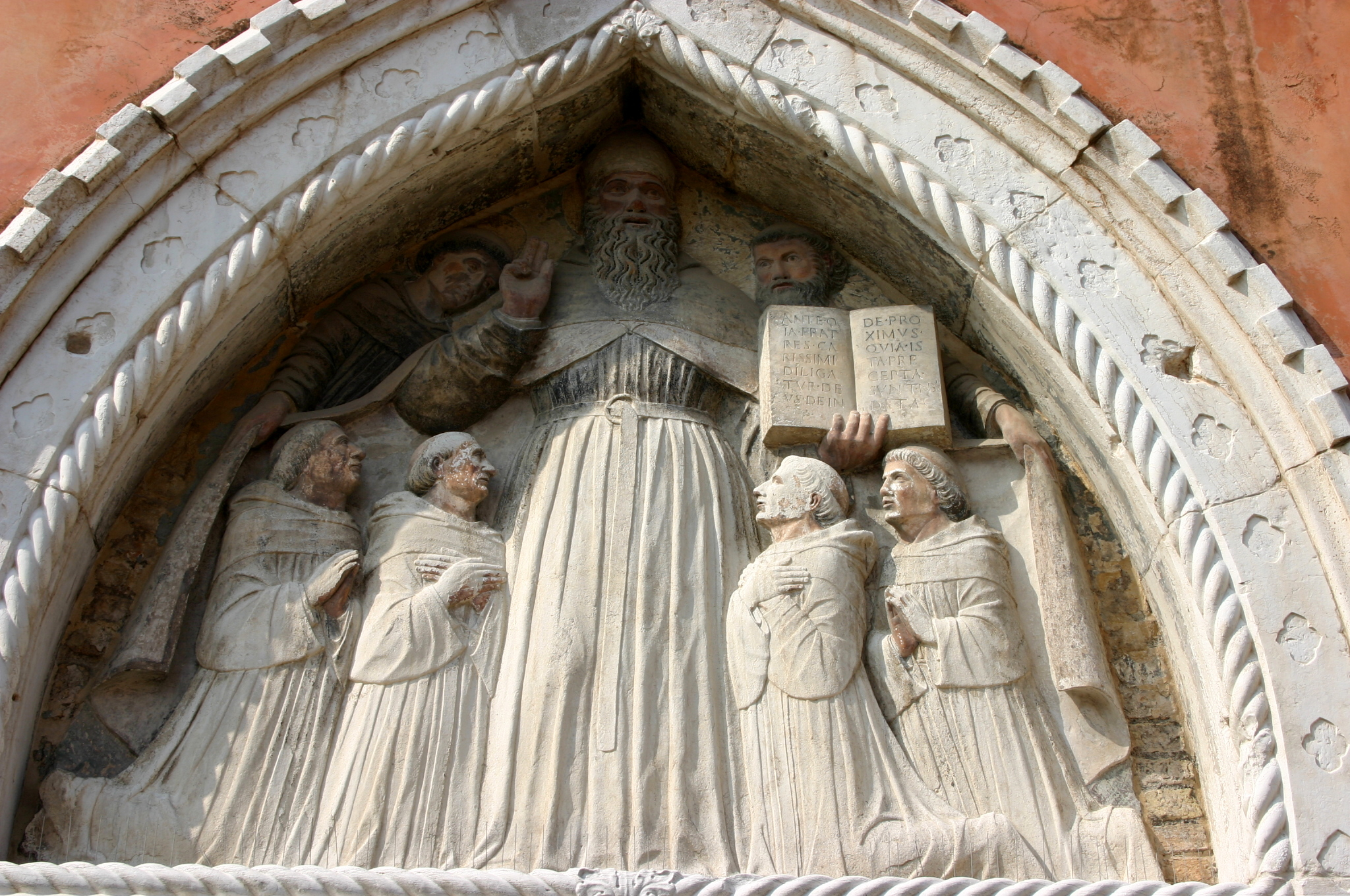
Portaltympanon des Konventsgebäudes von S. Stefano, Venedig: Der hl. Augustinus, umgeben von Augustiner-Eremiten, in seiner Hand ein Buch mit dem Anfangssatz der Augustinusregel (15. Jahrhundert)

Die Augustinusregel ist eine auf den Kirchenvater Augustinus von Hippo zurückgehende Ordensregel. Vor allem seit dem 11. Jahrhundert wurde diese kurze Regel zur Grundlage des Zusammenlebens sehr vieler Ordensgemeinschaften. Heute gibt es mehrere hundert augustinische Orden und Kongregationen – einerseits Gemeinschaften, die den Namen ihres Patrons tragen, also Augustiner (bis 1963 „Augustiner-Eremiten“), Augustiner-Discalceaten, Augustiner-Rekollekten und Augustiner-Chorherren, andererseits zahlreiche Orden, die Augustinus nicht im Namen führen, unter den Bettelorden etwa die Dominikaner, Mercedarier und Trinitarier, unter den Regularkanonikern zum Beispiel die Regularkanoniker vom Heiligen Kreuz und die Prämonstratenser. Auch sozial-caritative Ordensgemeinschaften wie die Alexianer, die Barmherzigen Brüder von Maria-Hilf
oder der Hospitalorden leben nach der Augustinusregel.
Es ist irreführend, von einer einzigen Augustinusregel auszugehen, da es verschiedene Versionen gibt, die von Lucas Verheijen OSA im Jahre 1967 wie folgt unterschieden wurden:

„Das Kernstück der Regel existiert sowohl in einer Fassung für Männer, mit Namen Praeceptum, als auch in einer für Frauen, Regularis informatio. Ein kürzerer Text mit Weisungen für die äußere Ordnung des klösterlichen Alltags, genannt Ordo monasterii, ist in vielen Handschriften dem Praeceptum, der Fassung für die Männer, vorangestellt, in einigen Fällen auch der Fassung für die Frauen. Die heute geltende Form der Regel in den Männer- und Frauenorden, die Regula recepta, besteht aus einem einleitenden Satz des Ordo monasterii, dieses kurzen Textes mit den Weisungen für den klösterlichen Alltag, und dem Praeceptum – für die Frauen natürlich dementsprechend adaptiert“

Im Wesentlichen schreiben die Regeln Folgendes vor:
- von Liebe und Eintracht geprägtes Leben in der Ordensgemeinschaft
- gegenseitiges Mahnen und gegenseitige „Kontrolle“
- Verzicht auf persönlichen Besitz (Privatbesitz muss beim Eintritt dem Orden vermacht werden)
- Enthaltsamkeit (Fasten, kein sinnliches oder materielles Begehren)
- Unterordnung unter die Gemeinschaft und die Autorität des Oberen
- regelmäßiges Beten

Sie unterscheidet sich also von der ebenfalls weit verbreiteten Benediktinerregel (Regula Benedicti) für Klostergemeinschaften.